# Tournoi de Dubaï de rugby à sept 2017
Navigation
2016 2018
Le tournoi de Dubaï de rugby à sept 2017 (en anglais Dubaï rugby sevens 2017) est la première étape la saison 2017-2018 du World Rugby Sevens Series. Elle se déroule les 1 et 2 décembre 2017 au The Sevens à Dubaï, aux Émirats arabes unis.

## Format
En fonction du résultat du tournoi précédent, ou du classement de la saison passée pour le premier tournoi de la saison à Dubaï, les équipes sont réparties en chapeaux avant tirage au sort pour former quatre poules de quatre équipes. Chaque équipe joue les trois autres membres de sa poule et un classement est établi, tout d'abord sur le nombre de points (victoire 3 points, nul 2 points, défaite 1 point) puis sur le goal-average général. Les deux premiers de chaque poule passent en quart de finale de la Cup ou tournoi principal et les deux derniers passent en quart de finale du Challenge Trophy. Les équipes vaincues en quart de finale sont alors reversées en demi-finales de classement, respectivement pour la cinquième et treizième place. Les équipes battues en demi-finales ne disputent pas de petite finale de classement et remportent le même nombre de points (voir Mode d'attribution des points), sauf pour les équipes battues en demi finales de Cup qui disputent un dernier match de classement pour la troisième place.

## Équipes participantes
Seize équipes participent au tournoi (quinze équipes qualifiées d'office plus l'équipe d'Ouganda, vainqueur de l'édition 2017 de l'Africa Cup Sevens):
- Afrique du Sud
- Angleterre
- Argentine
- Australie
- Canada
- Écosse
- États-Unis
- France
- Fidji
- Pays de Galles
- Espagne
- Kenya
- Nouvelle-Zélande
- Russie
- Samoa
- Ouganda  (invitée)

## Phase de poules
| Légende | Légende                                 |
| ------- | --------------------------------------- |
|         | Qualifiées en quart de finale de la Cup |

### Poule A
| Rang | Pays           | J | V | N | D | Pm | Pe | Diff | Pts |
| ---- | -------------- | - | - | - | - | -- | -- | ---- | --- |
| 1    | Afrique du Sud | 3 | 3 | 0 | 0 | 93 | 15 | +78  | 9   |
| 2    | Kenya          | 3 | 2 | 0 | 1 | 63 | 75 | -12  | 7   |
| 3    | Canada         | 3 | 1 | 0 | 2 | 37 | 74 | -37  | 5   |
| 4    | Ouganda        | 3 | 0 | 0 | 3 | 41 | 70 | -29  | 3   |

| 1er décembre 2017 10 h 30 UTC+04:00 | Canada | 15 - 29 | Kenya | The Sevens, Dubaï |
| 1er décembre 2017 10 h 30 UTC+04:00 |        |         |       | The Sevens, Dubaï |
| 1er décembre 2017 10 h 30 UTC+04:00 |        |         |       | The Sevens, Dubaï |

| 1er décembre 2017 10 h 52 UTC+04:00 | Afrique du Sud | 19 - 10 | Ouganda | The Sevens, Dubaï |
| 1er décembre 2017 10 h 52 UTC+04:00 |                |         |         | The Sevens, Dubaï |
| 1er décembre 2017 10 h 52 UTC+04:00 |                |         |         | The Sevens, Dubaï |

| 1er décembre 2017 14 h 14 UTC+04:00 | Canada | 22 - 17 | Ouganda | The Sevens, Dubaï |
| 1er décembre 2017 14 h 14 UTC+04:00 |        |         |         | The Sevens, Dubaï |
| 1er décembre 2017 14 h 14 UTC+04:00 |        |         |         | The Sevens, Dubaï |

| 1er décembre 2017 14 h 36 UTC+04:00 | Afrique du Sud | 46 - 5 | Kenya | The Sevens, Dubaï |
| 1er décembre 2017 14 h 36 UTC+04:00 |                |        |       | The Sevens, Dubaï |
| 1er décembre 2017 14 h 36 UTC+04:00 |                |        |       | The Sevens, Dubaï |

| 1er décembre 2017 19 h 31 UTC+04:00 | Afrique du Sud | 28 - 0 | Canada | The Sevens, Dubaï |
| 1er décembre 2017 19 h 31 UTC+04:00 |                |        |        | The Sevens, Dubaï |
| 1er décembre 2017 19 h 31 UTC+04:00 |                |        |        | The Sevens, Dubaï |

| 1er décembre 2017 19 h 53 UTC+04:00 | Kenya | 29 - 14 | Ouganda | The Sevens, Dubaï |
| 1er décembre 2017 19 h 53 UTC+04:00 |       |         |         | The Sevens, Dubaï |
| 1er décembre 2017 19 h 53 UTC+04:00 |       |         |         | The Sevens, Dubaï |

### Poule B
| Rang | Pays       | J | V | N | D | Pm | Pe | Diff | Pts |
| ---- | ---------- | - | - | - | - | -- | -- | ---- | --- |
| 1    | Angleterre | 3 | 3 | 0 | 0 | 71 | 12 | +59  | 9   |
| 2    | Écosse     | 3 | 2 | 0 | 1 | 50 | 64 | -14  | 7   |
| 3    | Espagne    | 3 | 1 | 0 | 2 | 35 | 66 | -31  | 5   |
| 4    | France     | 3 | 0 | 0 | 3 | 38 | 52 | -14  | 3   |

| 1er décembre 2017 9 h 44 UTC+04:00 | Écosse | 24 - 14 | France | The Sevens, Dubaï |
| 1er décembre 2017 9 h 44 UTC+04:00 |        |         |        | The Sevens, Dubaï |
| 1er décembre 2017 9 h 44 UTC+04:00 |        |         |        | The Sevens, Dubaï |

| 1er décembre 2017 10 h 06 UTC+04:00 | Angleterre | 28 - 0 | Espagne | The Sevens, Dubaï |
| 1er décembre 2017 10 h 06 UTC+04:00 |            |        |         | The Sevens, Dubaï |
| 1er décembre 2017 10 h 06 UTC+04:00 |            |        |         | The Sevens, Dubaï |

| 1er décembre 2017 14 h 58 UTC+04:00 | Écosse | 26 - 21 | Espagne | The Sevens, Dubaï |
| 1er décembre 2017 14 h 58 UTC+04:00 |        |         |         | The Sevens, Dubaï |
| 1er décembre 2017 14 h 58 UTC+04:00 |        |         |         | The Sevens, Dubaï |

| 1er décembre 2017 15 h 20 UTC+04:00 | Angleterre | 14 - 12 | France | The Sevens, Dubaï |
| 1er décembre 2017 15 h 20 UTC+04:00 |            |         |        | The Sevens, Dubaï |
| 1er décembre 2017 15 h 20 UTC+04:00 |            |         |        | The Sevens, Dubaï |

| 1er décembre 2017 20 h 15 UTC+04:00 | France | 12 - 14 | Espagne | The Sevens, Dubaï |
| 1er décembre 2017 20 h 15 UTC+04:00 |        |         |         | The Sevens, Dubaï |
| 1er décembre 2017 20 h 15 UTC+04:00 |        |         |         | The Sevens, Dubaï |

| 1er décembre 2017 20 h 37 UTC+04:00 | Angleterre | 29 - 0 | Écosse | The Sevens, Dubaï |
| 1er décembre 2017 20 h 37 UTC+04:00 |            |        |        | The Sevens, Dubaï |
| 1er décembre 2017 20 h 37 UTC+04:00 |            |        |        | The Sevens, Dubaï |

### Poule C
| Rang | Pays           | J | V | N | D | Pm  | Pe  | Diff | Pts |
| ---- | -------------- | - | - | - | - | --- | --- | ---- | --- |
| 1    | Fidji          | 3 | 3 | 0 | 0 | 97  | 33  | +64  | 9   |
| 2    | Australie      | 3 | 2 | 0 | 1 | 104 | 33  | +71  | 7   |
| 3    | Pays de Galles | 3 | 1 | 0 | 2 | 43  | 64  | -21  | 5   |
| 4    | Russie         | 3 | 0 | 0 | 3 | 12  | 126 | -114 | 3   |

| 1er décembre 2017 11 h 14 UTC+04:00 | Australie | 38 - 7 | Pays de Galles | The Sevens, Dubaï |
| 1er décembre 2017 11 h 14 UTC+04:00 |           |        |                | The Sevens, Dubaï |
| 1er décembre 2017 11 h 14 UTC+04:00 |           |        |                | The Sevens, Dubaï |

| 1er décembre 2017 11 h 36 UTC+04:00 | Fidji | 50 - 7 | Russie | The Sevens, Dubaï |
| 1er décembre 2017 11 h 36 UTC+04:00 |       |        |        | The Sevens, Dubaï |
| 1er décembre 2017 11 h 36 UTC+04:00 |       |        |        | The Sevens, Dubaï |

| 1er décembre 2017 14 h 58 UTC+04:00 | Australie | 47 - 0 | Russie | The Sevens, Dubaï |
| 1er décembre 2017 14 h 58 UTC+04:00 |           |        |        | The Sevens, Dubaï |
| 1er décembre 2017 14 h 58 UTC+04:00 |           |        |        | The Sevens, Dubaï |

| 1er décembre 2017 15 h 20 UTC+04:00 | Fidji | 21 - 7 | Pays de Galles | The Sevens, Dubaï |
| 1er décembre 2017 15 h 20 UTC+04:00 |       |        |                | The Sevens, Dubaï |
| 1er décembre 2017 15 h 20 UTC+04:00 |       |        |                | The Sevens, Dubaï |

| 1er décembre 2017 18 h 44 UTC+04:00 | Pays de Galles | 29 - 5 | Russie | The Sevens, Dubaï |
| 1er décembre 2017 18 h 44 UTC+04:00 |                |        |        | The Sevens, Dubaï |
| 1er décembre 2017 18 h 44 UTC+04:00 |                |        |        | The Sevens, Dubaï |

| 1er décembre 2017 19 h 06 UTC+04:00 | Fidji | 26 - 19 | Australie | The Sevens, Dubaï |
| 1er décembre 2017 19 h 06 UTC+04:00 |       |         |           | The Sevens, Dubaï |
| 1er décembre 2017 19 h 06 UTC+04:00 |       |         |           | The Sevens, Dubaï |

### Poule D
| Rang | Pays             | J | V | N | D | Pm | Pe | Diff | Pts |
| ---- | ---------------- | - | - | - | - | -- | -- | ---- | --- |
| 1    | Nouvelle-Zélande | 3 | 3 | 0 | 0 | 67 | 48 | +19  | 9   |
| 2    | Samoa            | 3 | 2 | 0 | 1 | 60 | 50 | +10  | 7   |
| 3    | Argentine        | 3 | 1 | 0 | 2 | 53 | 57 | -4   | 5   |
| 4    | États-Unis       | 3 | 0 | 0 | 3 | 45 | 70 | -25  | 3   |

| 1er décembre 2017 9 h 00 UTC+04:00 | États-Unis | 14 - 22 | Argentine | The Sevens, Dubaï |
| 1er décembre 2017 9 h 00 UTC+04:00 |            |         |           | The Sevens, Dubaï |
| 1er décembre 2017 9 h 00 UTC+04:00 |            |         |           | The Sevens, Dubaï |

| 1er décembre 2017 9 h 22 UTC+04:00 | Nouvelle-Zélande | 24 - 12 | Samoa | The Sevens, Dubaï |
| 1er décembre 2017 9 h 22 UTC+04:00 |                  |         |       | The Sevens, Dubaï |
| 1er décembre 2017 9 h 22 UTC+04:00 |                  |         |       | The Sevens, Dubaï |

| 1er décembre 2017 12 h 00 UTC+04:00 | États-Unis | 14 - 26 | Samoa | The Sevens, Dubaï |
| 1er décembre 2017 12 h 00 UTC+04:00 |            |         |       | The Sevens, Dubaï |
| 1er décembre 2017 12 h 00 UTC+04:00 |            |         |       | The Sevens, Dubaï |

| 1er décembre 2017 12 h 22 UTC+04:00 | Nouvelle-Zélande | 21 - 19 | Argentine | The Sevens, Dubaï |
| 1er décembre 2017 12 h 22 UTC+04:00 |                  |         |           | The Sevens, Dubaï |
| 1er décembre 2017 12 h 22 UTC+04:00 |                  |         |           | The Sevens, Dubaï |

| 1er décembre 2017 18 h 00 UTC+04:00 | Argentine | 12 - 22 | Samoa | The Sevens, Dubaï |
| 1er décembre 2017 18 h 00 UTC+04:00 |           |         |       | The Sevens, Dubaï |
| 1er décembre 2017 18 h 00 UTC+04:00 |           |         |       | The Sevens, Dubaï |

| 1er décembre 2017 18 h 22 UTC+04:00 | Nouvelle-Zélande | 22 - 17 | États-Unis | The Sevens, Dubaï |
| 1er décembre 2017 18 h 22 UTC+04:00 |                  |         |            | The Sevens, Dubaï |
| 1er décembre 2017 18 h 22 UTC+04:00 |                  |         |            | The Sevens, Dubaï |

## Phase finale
Résultats de la phase finale.

### Tournois principaux

#### Cup
|  | Quarts de finale                    | Quarts de finale                    |                                     |                                     | Demi-finales                        | Demi-finales                        |   |  | Finale                              | Finale                              |
|  | Quarts de finale                    | Quarts de finale                    |                                     |                                     | Demi-finales                        | Demi-finales                        |   |  | Finale                              | Finale                              |
|  |                                     |                                     |                                     |                                     |                                     |                                     |   |  |                                     |                                     |
|  | 2 décembre 2017 - 11 h 00 UTC+04:00 | 2 décembre 2017 - 11 h 00 UTC+04:00 |                                     |                                     | 2 décembre 2017 - 16 h 19 UTC+04:00 | 2 décembre 2017 - 16 h 19 UTC+04:00 |   |  | 2 décembre 2017 - 19 h 33 UTC+04:00 | 2 décembre 2017 - 19 h 33 UTC+04:00 |
|  | 2 décembre 2017 - 11 h 00 UTC+04:00 | 2 décembre 2017 - 11 h 00 UTC+04:00 |                                     |                                     | 2 décembre 2017 - 16 h 19 UTC+04:00 | 2 décembre 2017 - 16 h 19 UTC+04:00 |   |  | 2 décembre 2017 - 19 h 33 UTC+04:00 | 2 décembre 2017 - 19 h 33 UTC+04:00 |
|  | Afrique du Sud                      | 26                                  |                                     |                                     | 2 décembre 2017 - 16 h 19 UTC+04:00 | 2 décembre 2017 - 16 h 19 UTC+04:00 |   |  | 2 décembre 2017 - 19 h 33 UTC+04:00 | 2 décembre 2017 - 19 h 33 UTC+04:00 |
|  | Afrique du Sud                      | 26                                  |                                     |                                     | 2 décembre 2017 - 16 h 19 UTC+04:00 | 2 décembre 2017 - 16 h 19 UTC+04:00 |   |  | 2 décembre 2017 - 19 h 33 UTC+04:00 | 2 décembre 2017 - 19 h 33 UTC+04:00 |
|  | Samoa                               | 10                                  |                                     |                                     | 2 décembre 2017 - 16 h 19 UTC+04:00 | 2 décembre 2017 - 16 h 19 UTC+04:00 |   |  | 2 décembre 2017 - 19 h 33 UTC+04:00 | 2 décembre 2017 - 19 h 33 UTC+04:00 |
|  | Samoa                               | 10                                  | Afrique du Sud                      | 12                                  |                                     |                                     |   |  | 2 décembre 2017 - 19 h 33 UTC+04:00 | 2 décembre 2017 - 19 h 33 UTC+04:00 |
|  | 2 décembre 2017 - 11 h 22 UTC+04:00 |                                     | Afrique du Sud                      | 12                                  |                                     |                                     |   |  | 2 décembre 2017 - 19 h 33 UTC+04:00 | 2 décembre 2017 - 19 h 33 UTC+04:00 |
|  |                                     | Fidji                               | 7                                   |                                     |                                     |                                     |   |  | 2 décembre 2017 - 19 h 33 UTC+04:00 | 2 décembre 2017 - 19 h 33 UTC+04:00 |
|  | Fidji                               | Fidji                               | 7                                   | 35                                  |                                     |                                     |   |  | 2 décembre 2017 - 19 h 33 UTC+04:00 | 2 décembre 2017 - 19 h 33 UTC+04:00 |
|  | Fidji                               |                                     |                                     | 35                                  |                                     |                                     |   |  | 2 décembre 2017 - 19 h 33 UTC+04:00 | 2 décembre 2017 - 19 h 33 UTC+04:00 |
|  | Écosse                              | 24                                  |                                     |                                     |                                     |                                     |   |  | 2 décembre 2017 - 19 h 33 UTC+04:00 | 2 décembre 2017 - 19 h 33 UTC+04:00 |
|  | Écosse                              | 24                                  | Afrique du Sud                      | 24                                  |                                     |                                     |   |  |                                     |                                     |
|  | 2 décembre 2017 - 11 h 44 UTC+04:00 |                                     | Afrique du Sud                      | 24                                  |                                     |                                     |   |  |                                     |                                     |
|  |                                     | Nouvelle-Zélande                    | 12                                  |                                     |                                     |                                     |   |  |                                     |                                     |
|  | Nouvelle-Zélande                    | Nouvelle-Zélande                    | 12                                  | 14                                  |                                     |                                     |   |  |                                     |                                     |
|  | Nouvelle-Zélande                    | 2 décembre 2017 - 16 h 41 UTC+04:00 |                                     | 14                                  |                                     |                                     |   |  |                                     |                                     |
|  | Kenya                               | 12                                  |                                     |                                     |                                     |                                     |   |  |                                     |                                     |
|  | Kenya                               | 12                                  | Nouvelle-Zélande                    | 14                                  |                                     |                                     |   |  |                                     |                                     |
|  | 2 décembre 2017 - 12 h 06 UTC+04:00 | 2 décembre 2017 - 12 h 06 UTC+04:00 | Nouvelle-Zélande                    | 14                                  | Match pour la 3e place              | Match pour la 3e place              |   |  |                                     |                                     |
|  | 2 décembre 2017 - 12 h 06 UTC+04:00 | 2 décembre 2017 - 12 h 06 UTC+04:00 |                                     | Angleterre                          | Match pour la 3e place              | Match pour la 3e place              | 5 |  |                                     |                                     |
|  | Angleterre                          | 26                                  | 2 décembre 2017 - 19 h 08 UTC+04:00 | 2 décembre 2017 - 19 h 08 UTC+04:00 |                                     |                                     | 5 |  |                                     |                                     |
|  | Angleterre                          | 26                                  | 2 décembre 2017 - 19 h 08 UTC+04:00 | 2 décembre 2017 - 19 h 08 UTC+04:00 |                                     |                                     |   |  |                                     |                                     |
|  | Australie                           | 19                                  |                                     | Fidji                               | 21                                  |                                     |   |  |                                     |                                     |
|  | Australie                           | 19                                  |                                     | Fidji                               | 21                                  |                                     |   |  |                                     |                                     |
|  |                                     |                                     |                                     |                                     |                                     |                                     |   |  | Angleterre                          | 28                                  |
|  |                                     |                                     |                                     |                                     |                                     |                                     |   |  | Angleterre                          | 28                                  |

Finale (Cup)

#### Challenge Trophy
|  | Quarts de finale                    | Quarts de finale                    |           |    | Demi-finales                        | Demi-finales                        |  |  | Finale                              | Finale                              |
|  | Quarts de finale                    | Quarts de finale                    |           |    | Demi-finales                        | Demi-finales                        |  |  | Finale                              | Finale                              |
|  |                                     |                                     |           |    |                                     |                                     |  |  |                                     |                                     |
|  | 2 décembre 2017 - 9 h 30 UTC+04:00  | 2 décembre 2017 - 9 h 30 UTC+04:00  |           |    | 2 décembre 2017 - 14 h 22 UTC+04:00 | 2 décembre 2017 - 14 h 22 UTC+04:00 |  |  | 2 décembre 2017 - 18 h 19 UTC+04:00 | 2 décembre 2017 - 18 h 19 UTC+04:00 |
|  | 2 décembre 2017 - 9 h 30 UTC+04:00  | 2 décembre 2017 - 9 h 30 UTC+04:00  |           |    | 2 décembre 2017 - 14 h 22 UTC+04:00 | 2 décembre 2017 - 14 h 22 UTC+04:00 |  |  | 2 décembre 2017 - 18 h 19 UTC+04:00 | 2 décembre 2017 - 18 h 19 UTC+04:00 |
|  | Canada                              | 10                                  |           |    | 2 décembre 2017 - 14 h 22 UTC+04:00 | 2 décembre 2017 - 14 h 22 UTC+04:00 |  |  | 2 décembre 2017 - 18 h 19 UTC+04:00 | 2 décembre 2017 - 18 h 19 UTC+04:00 |
|  | Canada                              | 10                                  |           |    | 2 décembre 2017 - 14 h 22 UTC+04:00 | 2 décembre 2017 - 14 h 22 UTC+04:00 |  |  | 2 décembre 2017 - 18 h 19 UTC+04:00 | 2 décembre 2017 - 18 h 19 UTC+04:00 |
|  | États-Unis                          | 5                                   |           |    | 2 décembre 2017 - 14 h 22 UTC+04:00 | 2 décembre 2017 - 14 h 22 UTC+04:00 |  |  | 2 décembre 2017 - 18 h 19 UTC+04:00 | 2 décembre 2017 - 18 h 19 UTC+04:00 |
|  | États-Unis                          | 5                                   | Canada    | 21 |                                     |                                     |  |  | 2 décembre 2017 - 18 h 19 UTC+04:00 | 2 décembre 2017 - 18 h 19 UTC+04:00 |
|  | 2 décembre 2017 - 9 h 52 UTC+04:00  |                                     | Canada    | 21 |                                     |                                     |  |  | 2 décembre 2017 - 18 h 19 UTC+04:00 | 2 décembre 2017 - 18 h 19 UTC+04:00 |
|  |                                     | France                              | 28        |    |                                     |                                     |  |  | 2 décembre 2017 - 18 h 19 UTC+04:00 | 2 décembre 2017 - 18 h 19 UTC+04:00 |
|  | Pays de Galles                      | France                              | 28        | 17 |                                     |                                     |  |  | 2 décembre 2017 - 18 h 19 UTC+04:00 | 2 décembre 2017 - 18 h 19 UTC+04:00 |
|  | Pays de Galles                      |                                     |           | 17 |                                     |                                     |  |  | 2 décembre 2017 - 18 h 19 UTC+04:00 | 2 décembre 2017 - 18 h 19 UTC+04:00 |
|  | France                              | 24                                  |           |    |                                     |                                     |  |  | 2 décembre 2017 - 18 h 19 UTC+04:00 | 2 décembre 2017 - 18 h 19 UTC+04:00 |
|  | France                              | 24                                  | France    | 21 |                                     |                                     |  |  |                                     |                                     |
|  | 2 décembre 2017 - 10 h 14 UTC+04:00 |                                     | France    | 21 |                                     |                                     |  |  |                                     |                                     |
|  |                                     | Espagne                             | 12        |    |                                     |                                     |  |  |                                     |                                     |
|  | Argentine                           | Espagne                             | 12        | 26 |                                     |                                     |  |  |                                     |                                     |
|  | Argentine                           | 2 décembre 2017 - 14 h 44 UTC+04:00 |           | 26 |                                     |                                     |  |  |                                     |                                     |
|  | Ouganda                             | 7                                   |           |    |                                     |                                     |  |  |                                     |                                     |
|  | Ouganda                             | 7                                   | Argentine | 12 |                                     |                                     |  |  |                                     |                                     |
|  | 2 décembre 2017 - 10 h 36 UTC+04:00 |                                     | Argentine | 12 |                                     |                                     |  |  |                                     |                                     |
|  |                                     | Espagne                             | 14        |    |                                     |                                     |  |  |                                     |                                     |
|  | Espagne                             | Espagne                             | 14        | 31 |                                     |                                     |  |  |                                     |                                     |
|  | Espagne                             |                                     |           | 31 |                                     |                                     |  |  |                                     |                                     |
|  | Russie                              | 0                                   |           |    |                                     |                                     |  |  |                                     |                                     |
|  | Russie                              | 0                                   |           |    |                                     |                                     |  |  |                                     |                                     |

### Matchs de classement

#### Challenge 5e place
|  | Demi-finales                        | Demi-finales                        |       |    | Finale                              | Finale                              |
|  | Demi-finales                        | Demi-finales                        |       |    | Finale                              | Finale                              |
|  |                                     |                                     |       |    |                                     |                                     |
|  | 2 décembre 2017 - 15 h 35 UTC+04:00 | 2 décembre 2017 - 15 h 35 UTC+04:00 |       |    | 2 décembre 2017 - 18 h 44 UTC+04:00 | 2 décembre 2017 - 18 h 44 UTC+04:00 |
|  | 2 décembre 2017 - 15 h 35 UTC+04:00 | 2 décembre 2017 - 15 h 35 UTC+04:00 |       |    | 2 décembre 2017 - 18 h 44 UTC+04:00 | 2 décembre 2017 - 18 h 44 UTC+04:00 |
|  | Samoa                               | 27                                  |       |    | 2 décembre 2017 - 18 h 44 UTC+04:00 | 2 décembre 2017 - 18 h 44 UTC+04:00 |
|  | Samoa                               | 27                                  |       |    | 2 décembre 2017 - 18 h 44 UTC+04:00 | 2 décembre 2017 - 18 h 44 UTC+04:00 |
|  | Écosse                              | 22                                  |       |    | 2 décembre 2017 - 18 h 44 UTC+04:00 | 2 décembre 2017 - 18 h 44 UTC+04:00 |
|  | Écosse                              | 22                                  | Samoa | 17 |                                     |                                     |
|  | 2 décembre 2017 - 16 h 57 UTC+04:00 |                                     | Samoa | 17 |                                     |                                     |
|  |                                     | Australie                           | 22    |    |                                     |                                     |
|  | Kenya                               | Australie                           | 22    | 12 |                                     |                                     |
|  | Kenya                               |                                     |       | 12 |                                     |                                     |
|  | Australie                           | 19                                  |       |    |                                     |                                     |
|  | Australie                           | 19                                  |       |    |                                     |                                     |

#### Challenge 13e place
|  | Demi-finales                        | Demi-finales                        |                |    | Finale                              | Finale                              |
|  | Demi-finales                        | Demi-finales                        |                |    | Finale                              | Finale                              |
|  |                                     |                                     |                |    |                                     |                                     |
|  | 2 décembre 2017 - 13 h 38 UTC+04:00 | 2 décembre 2017 - 13 h 38 UTC+04:00 |                |    | 2 décembre 2017 - 17 h 57 UTC+04:00 | 2 décembre 2017 - 17 h 57 UTC+04:00 |
|  | 2 décembre 2017 - 13 h 38 UTC+04:00 | 2 décembre 2017 - 13 h 38 UTC+04:00 |                |    | 2 décembre 2017 - 17 h 57 UTC+04:00 | 2 décembre 2017 - 17 h 57 UTC+04:00 |
|  | États-Unis                          | 21                                  |                |    | 2 décembre 2017 - 17 h 57 UTC+04:00 | 2 décembre 2017 - 17 h 57 UTC+04:00 |
|  | États-Unis                          | 21                                  |                |    | 2 décembre 2017 - 17 h 57 UTC+04:00 | 2 décembre 2017 - 17 h 57 UTC+04:00 |
|  | Pays de Galles                      | 31                                  |                |    | 2 décembre 2017 - 17 h 57 UTC+04:00 | 2 décembre 2017 - 17 h 57 UTC+04:00 |
|  | Pays de Galles                      | 31                                  | Pays de Galles | 26 |                                     |                                     |
|  | 2 décembre 2017 - 14 h 00 UTC+04:00 |                                     | Pays de Galles | 26 |                                     |                                     |
|  |                                     | Ouganda                             | 7              |    |                                     |                                     |
|  | Ouganda                             | Ouganda                             | 7              | 17 |                                     |                                     |
|  | Ouganda                             |                                     |                | 17 |                                     |                                     |
|  | Russie                              | 12                                  |                |    |                                     |                                     |
|  | Russie                              | 12                                  |                |    |                                     |                                     |

## Bilan
Statistiques sportives
- Meilleurs marqueurs d'essais du tournoi :  Darcy Graham /  Dan Norton /  Solomon Okia (8 essais)
- Meilleurs réalisateurs du tournoi :  Darcy Graham /  Dan Norton /  Solomon Okia (40 points)
- Impact Players[5] :  Alamanda Motuga /  Seabelo Senatla
- Meilleur joueur de la finale[6] :  Kwagga Smith
- Équipe type[7],[8] :

| Avants                                     | Trois-quarts                                           |
| ------------------------------------------ | ------------------------------------------------------ |
| Alamanda Motuga James Rodwell Kwagga Smith | Seabelo Senatla Darcy Graham Cecil Afrika Joe Ravouvou |